# 羊楼洞
羊楼洞是中国湖北省赤壁市西南的一个古镇，靠近湖南省边界。
羊楼洞在明清和民国时期曾是湖北省最著名的砖茶集散地，晋商及俄商从此大量贩运砖茶到俄国。羊楼洞繁盛时人口4万，超过县城，号称“小汉口”。保留下来的羊楼洞明清石板街先后被列为市文物保护单位和湖北省文物保护单位。。

## 羊楼洞明清石板街

### 文物保护情况
2002年11月7日，作为“羊楼洞、新店明清石板街”的子项被湖北省人民政府列为第四批湖北省文物保护单位。
其保护范围为：羊楼洞明清石板街及周围一定范围。以古街四至为界，四周各向外延伸50米。东面至松峰港，南面至饶伍义屋，西面至松峰港，北面至松峰港。
其建设控制地带为：以保护范围为界，四周各向外延伸100米。东面至赵崇公路，南面至松峰山脚，西面至新街，北面至将军庙墙基。

## 图集

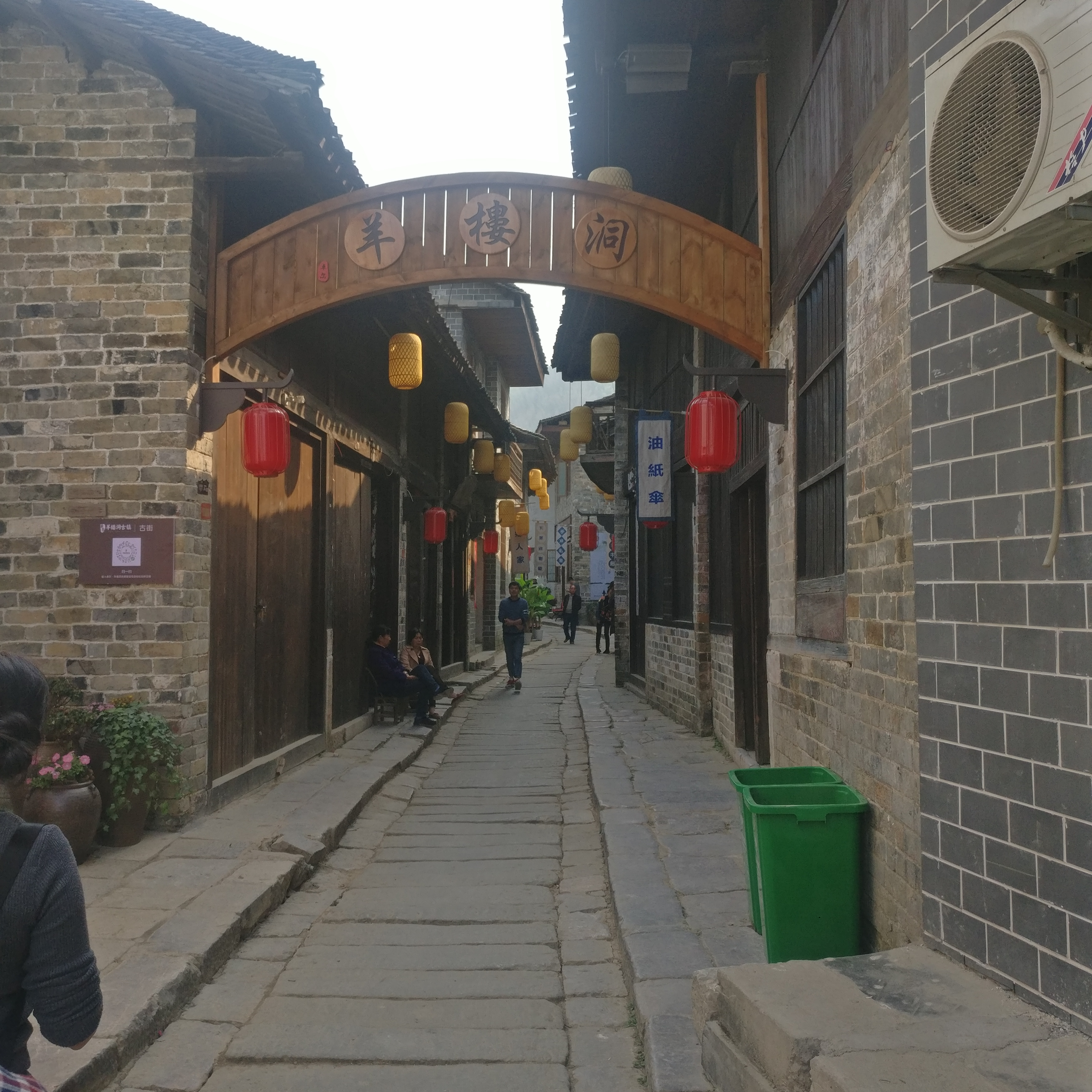
羊樓洞明清石板街正門
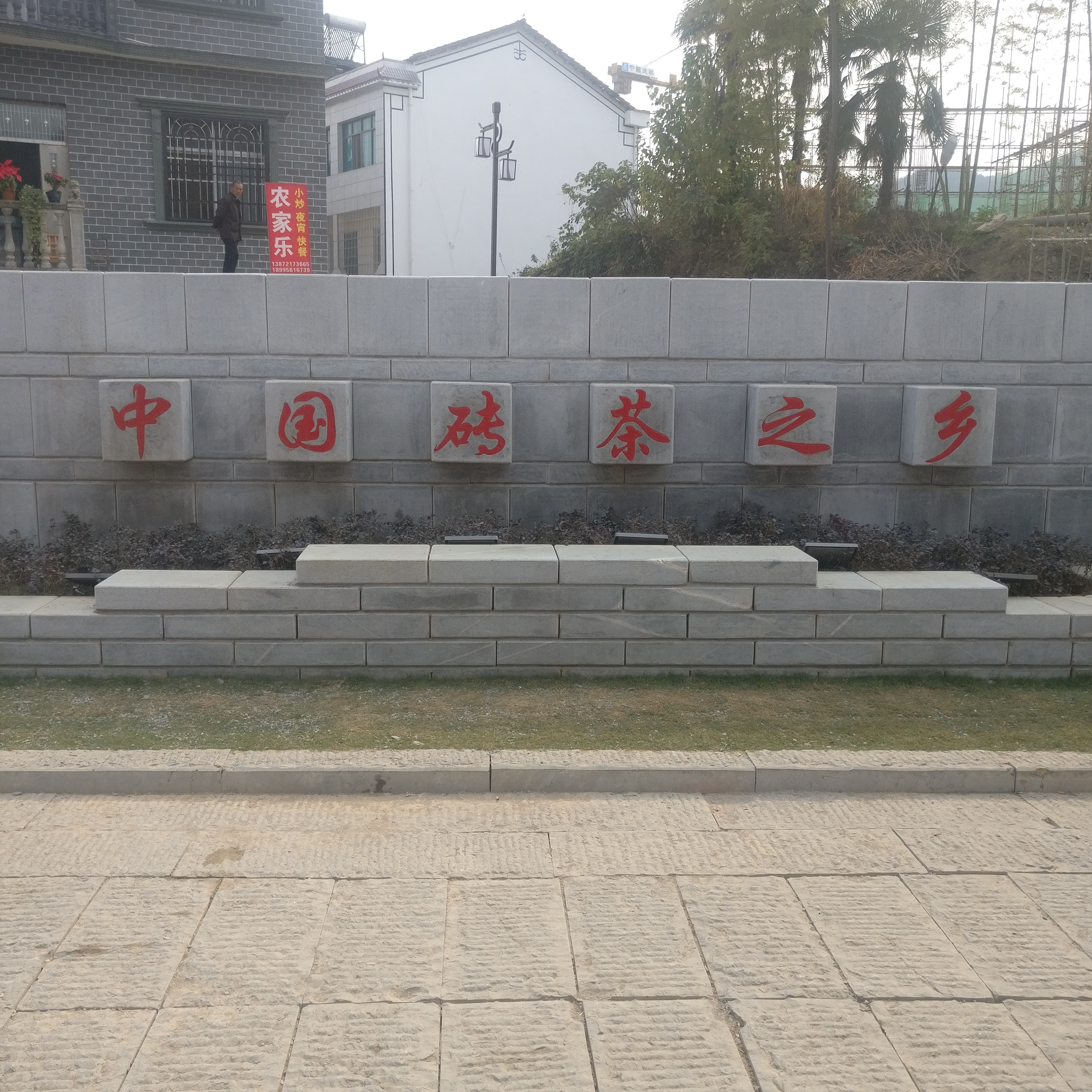
羊樓洞中國磚茶之鄉
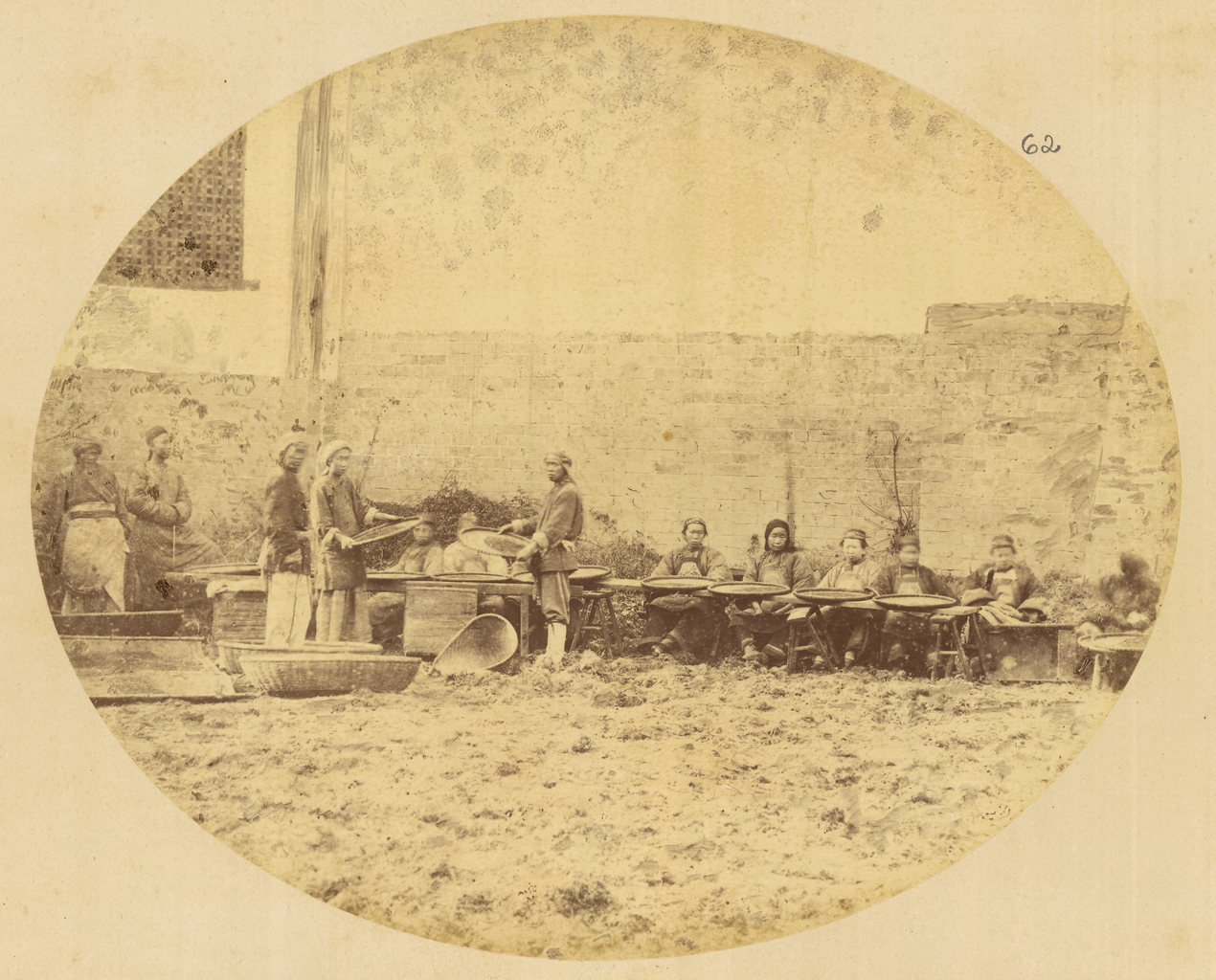
羊楼洞村的村民分拣干茶，摄于1874年
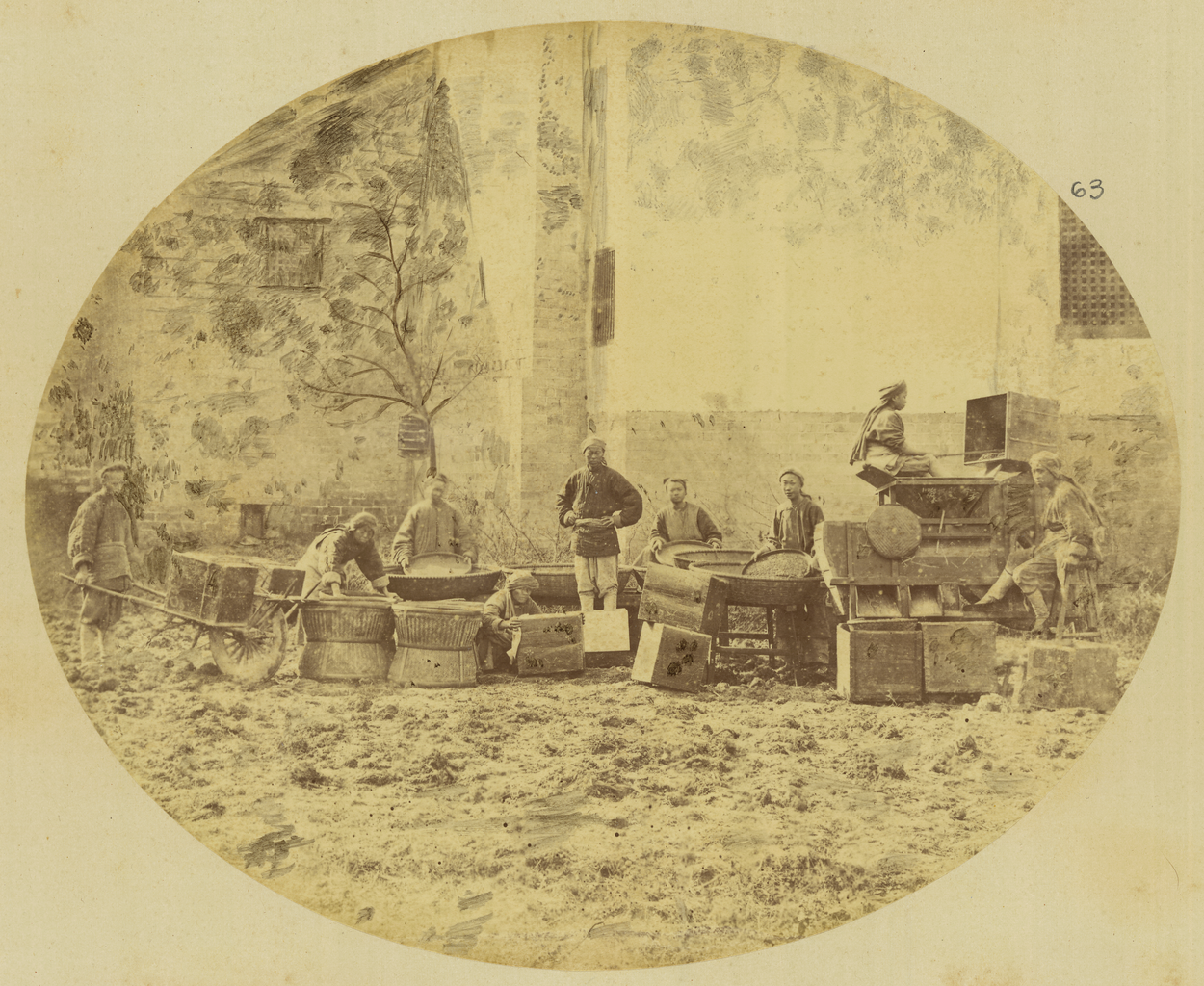
运输前干燥和烘焙茶叶，摄于1874年
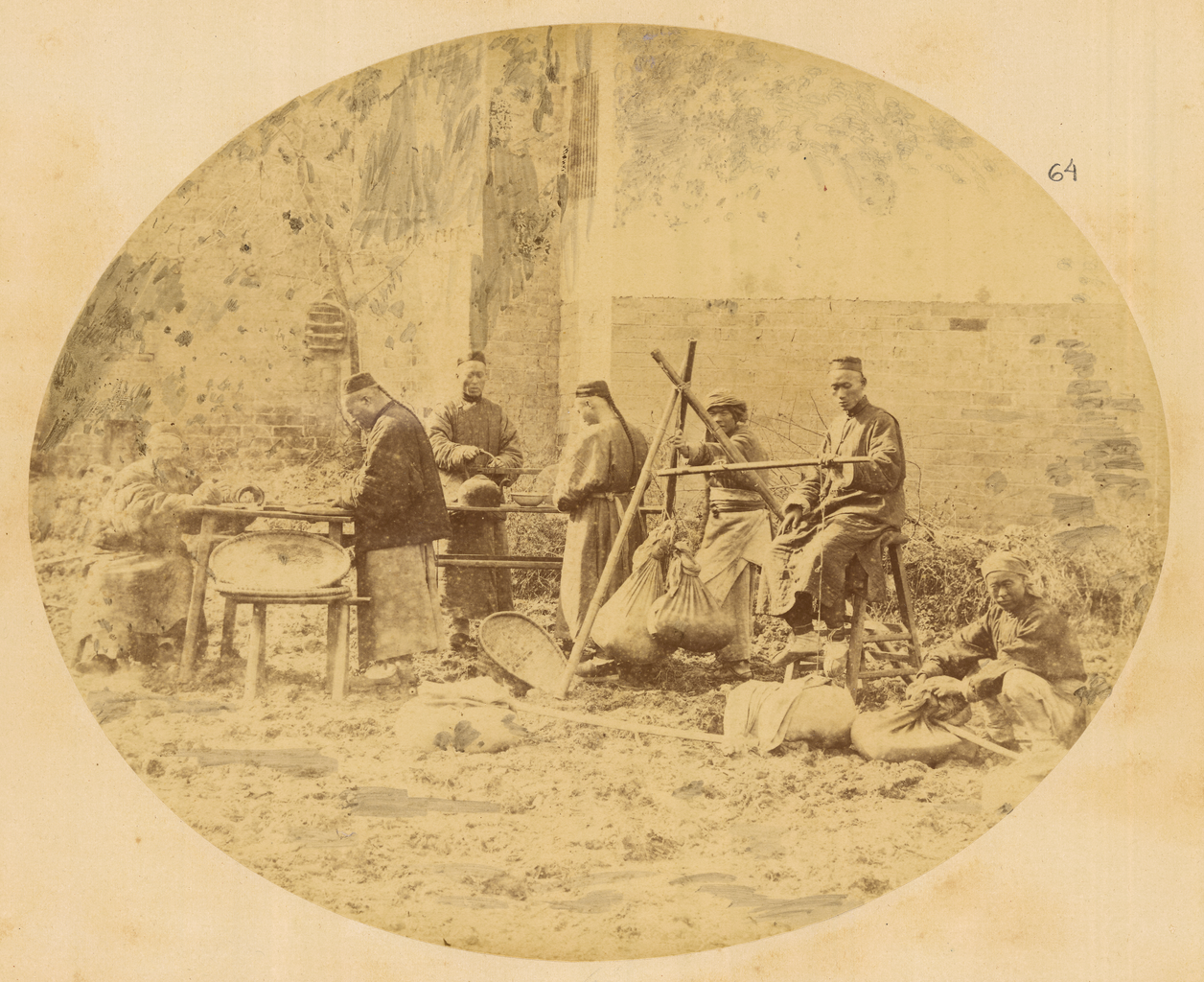
羊楼洞村中检验和品尝茶叶的茶叶批发商